# Garbipłat

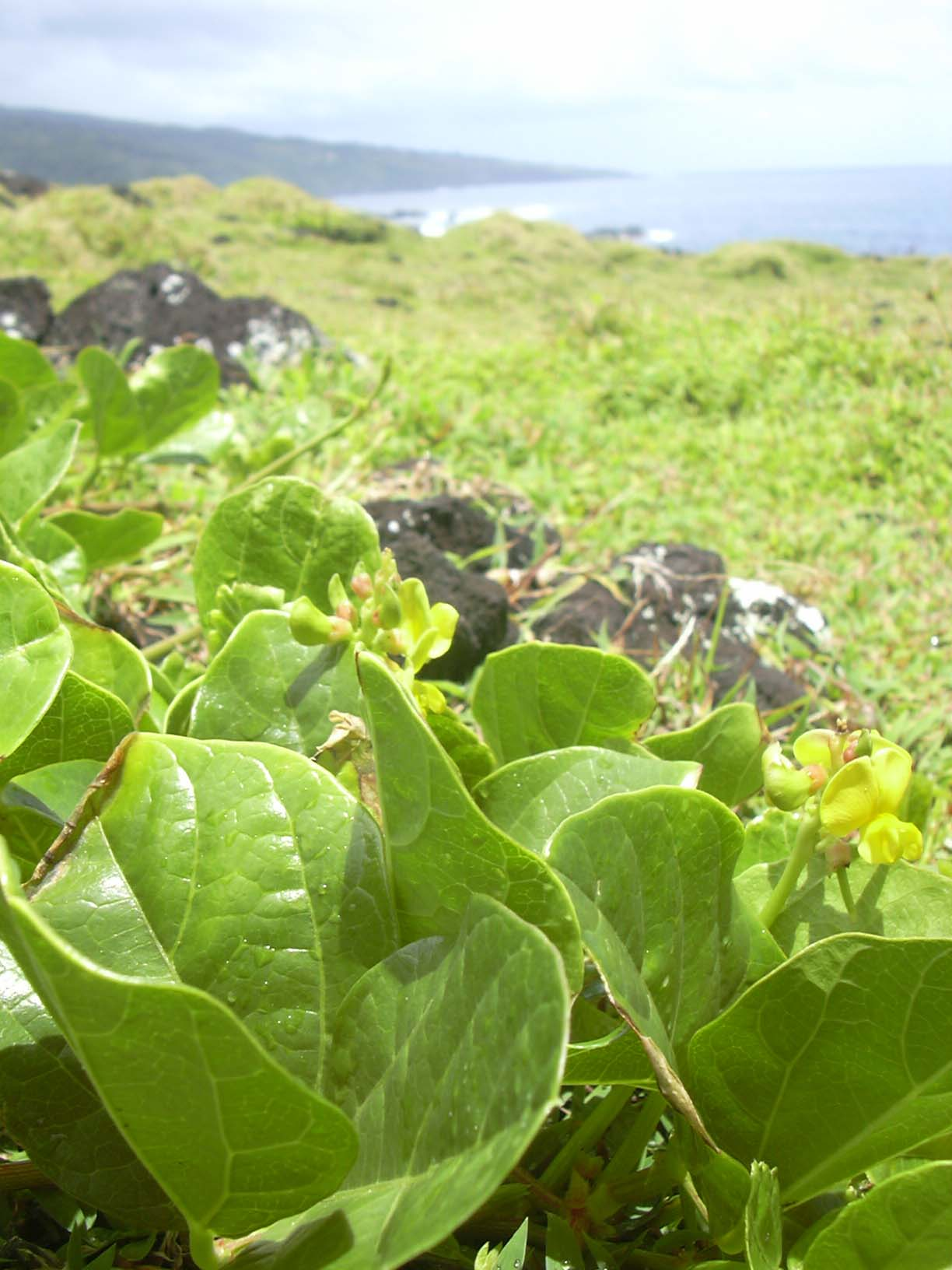
Vigna marina

Garbipłat, wspięga, fasolnik (Vigna Savi) – rodzaj roślin należący do rodziny bobowatych. Ponieważ to rośliny blisko spokrewnione i podobne do fasoli – były włączane do tego rodzaju i szereg gatunków nadal zwyczajowo zwanych jest fasolą. Stosowana dla rodzaju jest też nazwa wspięga, która z kolei jest myląca ze względu na jej używanie także w odniesieniu do rodzaju Lablab. Rodzaj obejmuje ponad 90 gatunków (105 według Plants of the World). Dawniej zaliczano tu ok. 150 gatunków, ale szereg z nich wyodrębnionych zostało do osobnych rodzajów (Ancistrotropis, Cochliasanthus, Condylostylis, Leptospron).
Rośliny te spotykane są w strefie międzyzwrotnikowej na obu półkulach, przy czym największe zróżnicowanie gatunków jest w tropikalnej Afryce i Azji.
Liczne gatunki mają jadalne nasiona i całe owoce (strąki), rzadziej inne części roślin (np. V. vexillata i V. lancoelata – korzenie). Do ważnych roślin warzywnych należą: fasola azuki V. angularis, fasola mungo V. mungo, fasola złota V. radiata, wspięga wężowata V. unguiculata, V. umbellata, V. subterranea, V. aconitifolia.

## Morfologia

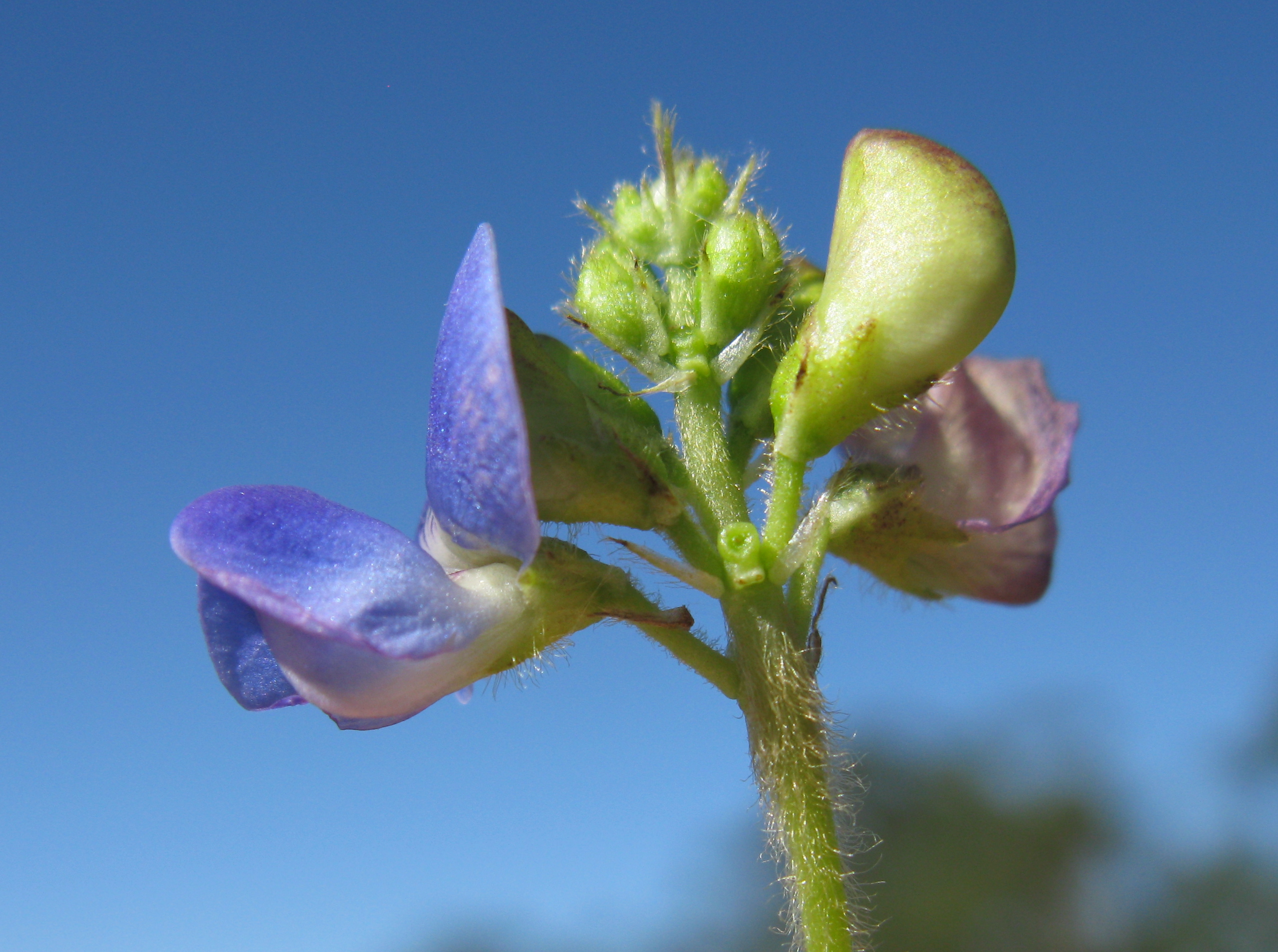
Vigna parkeri

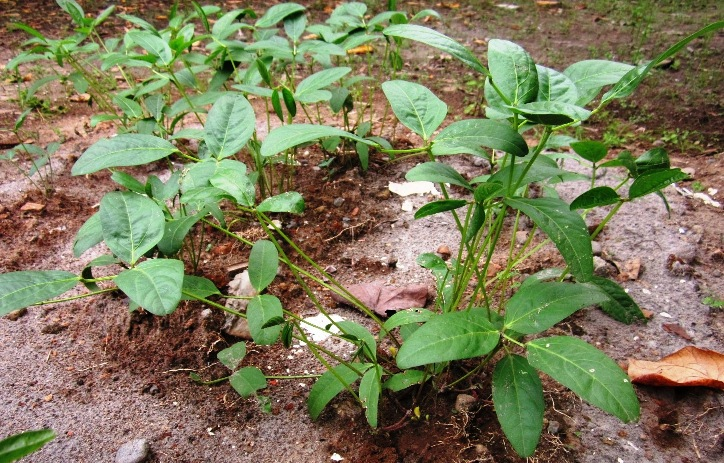
Vigna subterranea

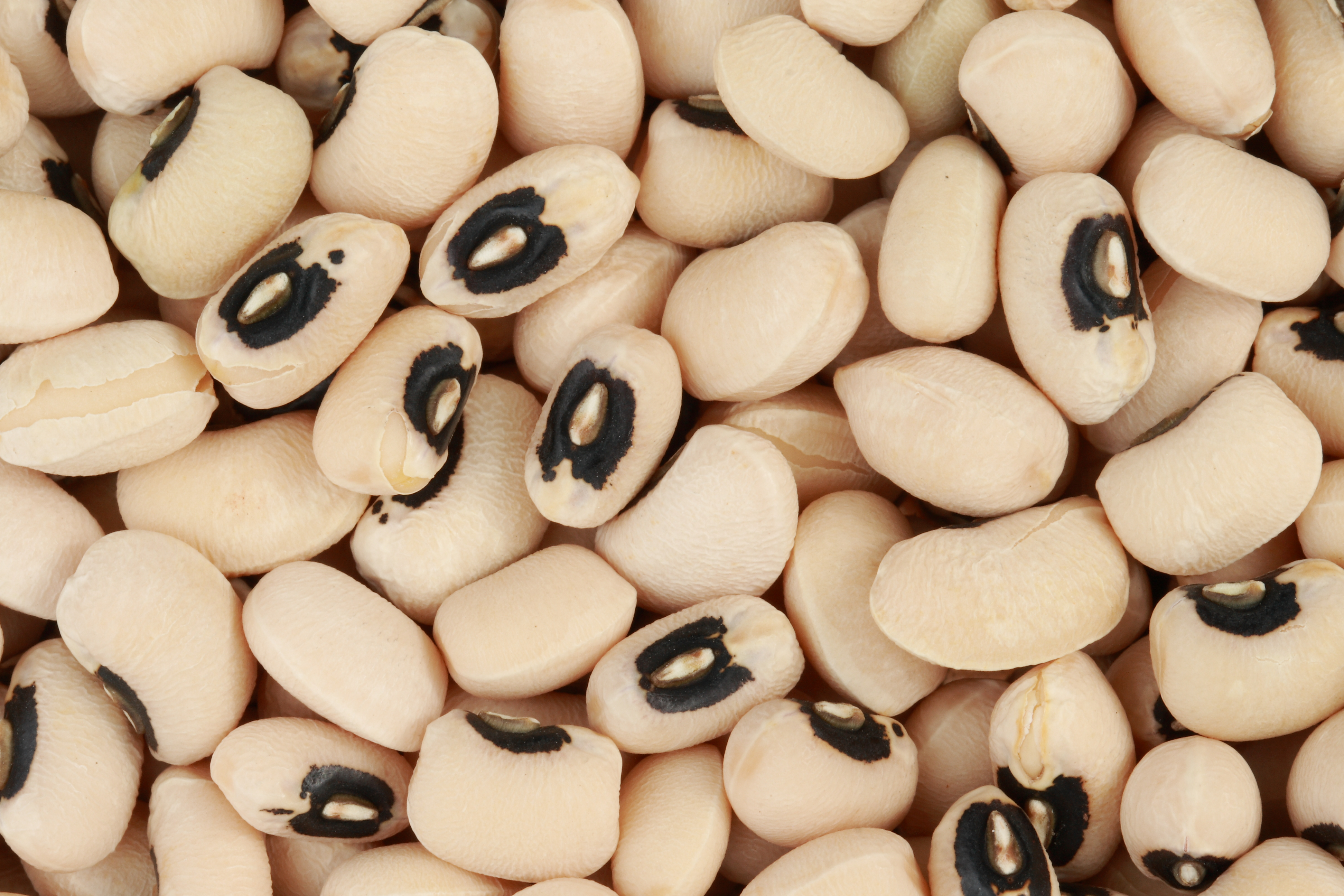
Nasiona Vigna unguiculata

PokrójRośliny zielne o pędach wspinających się, płożących lub prosto wzniesionych, rzadziej półkrzewy i niewielkie krzewy, często w rejonie szyi korzeniowej drewniejące lub bulwiaste.
LiścieTrójlistkowe, rzadziej jednolistkowe, wsparte przylistkami, które są dwuklapowe, tarczowate lub zaopatrzone u nasady w ostrogę.
KwiatyZebrane w szczytowe lub wyrastające w kątach liści pozorne grona, czasem zebrane są w pęczki w węzłach. Przysadki odpadające. Działek kielicha jest 5, zrośniętych w dwie wargi, z których górna ma dwa ząbki, a dolna trzy. Płatki korony żółte, niebieskie lub fioletowe. Płatek górny (żagielek) jest zaokrąglony, dwa boczne płatki (skrzydełka) są węższe, a dwa dolne tworzą ściętą łódeczkę, tępą na końcu lub wyciągniętą w ostry koniec. Pręcików jest 10, zrośnięte są nitkami, przy czym 1 jest krótszy. Zalążnia z trzema lub większą liczbą zalążków zwieńczona krótszą lub dłuższą, walcowatą lub spłaszczoną szyjką słupka.
OwoceStrąki, równowąskie lub równowąskopodługowate, walcowate lub spłaszczone, proste lub wygięte. Nasiona fasolkowate lub o kształcie zbliżonym do sześcianu.

## Systematyka
Rodzaj reprezentuje podplemię Phaseolinae i plemię Phaseoleae w obrębie podrodziny Faboideae i rodziny bobowatych Fabaceae.
Wykaz gatunków
- Vigna aconitifolia (Jacq.) Maréchal
- Vigna ambacensis Welw. ex Baker
- Vigna angivensis Baker
- Vigna angularis (Willd.) Ohwi & H.Ohashi – fasola azuki
- Vigna antunesii Harms
- Vigna bequaertii R.Wilczek
- Vigna bosseri Du Puy & Labat
- Vigna bourneae Gamble
- Vigna clarkei Prain
- Vigna comosa Baker
- Vigna dalzelliana (Kuntze) Verdc.
- Vigna debanensis Martelli
- Vigna dolomitica R.Wilczek
- Vigna exilis Tateishi & Maxted
- Vigna filicaulis Hepper
- Vigna fischeri Harms
- Vigna friesiorum Harms
- Vigna frutescens A.Rich.
- Vigna gazensis Baker f.
- Vigna glabrescens Maréchal, Mascherpa & Stainier
- Vigna gracilicaulis (Ohwi) Ohwi & H.Ohashi
- Vigna gracilis (Guill. & Perr.) Hook.f.
- Vigna grandiflora (Prain) Tateishi & Maxted
- Vigna hainiana Babu, Gopin. & S.K.Sharma
- Vigna halophila (Piper) Maréchal, Mascherpa & Stainier
- Vigna haumaniana R.Wilczek
- Vigna heterophylla A.Rich.
- Vigna hirtella Ridl.
- Vigna hosei (Craib) Backer
- Vigna indica T.M.Dixit, K.V.Bhat & S.R.Yadav
- Vigna jaegeri Harms
- Vigna juncea Milne-Redh.
- Vigna juruana (Harms) Verdc.
- Vigna keraudrenii Du Puy & Labat
- Vigna khandalensis (Santapau) Sundararagh. & Wadhwa
- Vigna kirkii (Baker) J.B.Gillett
- Vigna kokii B.J.Pienaar
- Vigna konkanensis Latha, K.V.Bhat, I.S.Bisht, Scariah, K.J.John & Krishnaraj
- Vigna lanceolata Benth.
- Vigna lasiocarpa (Mart. ex Benth.) Verdc.
- Vigna laurentii De Wild.
- Vigna lobatifolia Baker
- Vigna lonchophylla Piper
- Vigna longifolia (Benth.) Verdc.
- Vigna longissima Hutch.
- Vigna luteola (Jacq.) Benth.
- Vigna malayana M.R.Hend.
- Vigna marina (Burm.) Merr.
- Vigna membranacea A.Rich.
- Vigna mendesii Torre
- Vigna microsperma R.Vig.
- Vigna mildbraedii Harms
- Vigna minima (Roxb.) Ohwi & H.Ohashi
- Vigna monantha Thulin
- Vigna monophylla Taub.
- Vigna mudenia B.J.Pienaar
- Vigna mukerjeeanus (Babu ex Raizada) Raizada
- Vigna multinervis Hutch. & Dalziel
- Vigna mungo (L.) Hepper – fasola mungo, wspięga mungo
- Vigna myrtifolia Piper
- Vigna nepalensis Tateishi & Maxted
- Vigna nervosa Markötter
- Vigna nigritia Hook.f.
- Vigna nuda N.E.Br.
- Vigna nyangensis Mithen
- Vigna oblongifolia A.Rich.
- Vigna owahuensis Vogel
- Vigna pandeyana Gore, S.P.Gaikwad & Randive
- Vigna parkeri Baker
- Vigna phoenix Brummitt
- Vigna platyloba Welw. ex Hiern
- Vigna procera Welw. ex Hiern
- Vigna pseudovenulosa (Maréchal, Mascherpa & Stainier) Pasquet & Maesen
- Vigna pubigera Baker
- Vigna pygmaea R.E.Fr.
- Vigna racemosa (G.Don) Hutch. & Dalziel ex Baker f.
- Vigna radiata (L.) R.Wilczek – fasola złota, wspięga promienista
- Vigna radicans Welw. ex Baker
- Vigna ramanniana Rossbach
- Vigna reflexopilosa Hayata
- Vigna reticulata Hook.f.
- Vigna richardsiae Verdc.
- Vigna sahyadriana Aitawade, K.V.Bhat & S.R.Yadav
- Vigna sathishiana Balan & Predeep
- Vigna schimperi Baker
- Vigna schlechteri Harms
- Vigna somaliensis Baker f.
- Vigna stenophylla Harms
- Vigna suberecta Benth.
- Vigna subramaniana (Babu ex Raizada) Raizada
- Vigna subterranea (L.) Verdc.
- Vigna tenuicaulis N.Tomooka & Maxted
- Vigna tisserantiana Pellegr.
- Vigna trichocarpa (C.Wright) A.Delgado
- Vigna trilobata (L.) Verdc.
- Vigna triodiophila A.E.Holland & R.Butcher
- Vigna triphylla (R.Wilczek) Verdc.
- Vigna truxillensis (Kunth) N.Zamora
- Vigna umbellata (Thunb.) Ohwi & H.Ohashi
- Vigna unguiculata (L.) Walp. – wspięga wężowata, garbipłat chiński, wspięga chińska
- Vigna venulosa Baker
- Vigna verdcourtii Pasquet
- Vigna vexillata (L.) A.Rich.
- Vigna wittei Baker f.
- Vigna yadavii S.P.Gaikwad, Gore, Randive & Garad